# Lijst van vlaggen van Indonesische deelgebieden
Dit artikel bevat een lijst van vlaggen van Indonesische deelgebieden. Indonesië bestaat uit achtendertig provincies (provinsi of propinsi), twee speciale regio's (daerah istimewa) en een Speciaal Hoofdstedelijk District (Daerah Khusus Ibukota of DKI).
Elke Indonesische provincie heeft een eigen vlag, maar deze hebben alleen pure ceremoniële taken. Ze zijn te zien in de kantoren van de provinciale gouverneurs en de provinciale parlementsgebouwen en mogen niet door burgers gebruikt worden.

## Kleine Soenda-eilanden

Bali
Oost-Nusa Tenggara
West-Nusa Tenggara

## Java

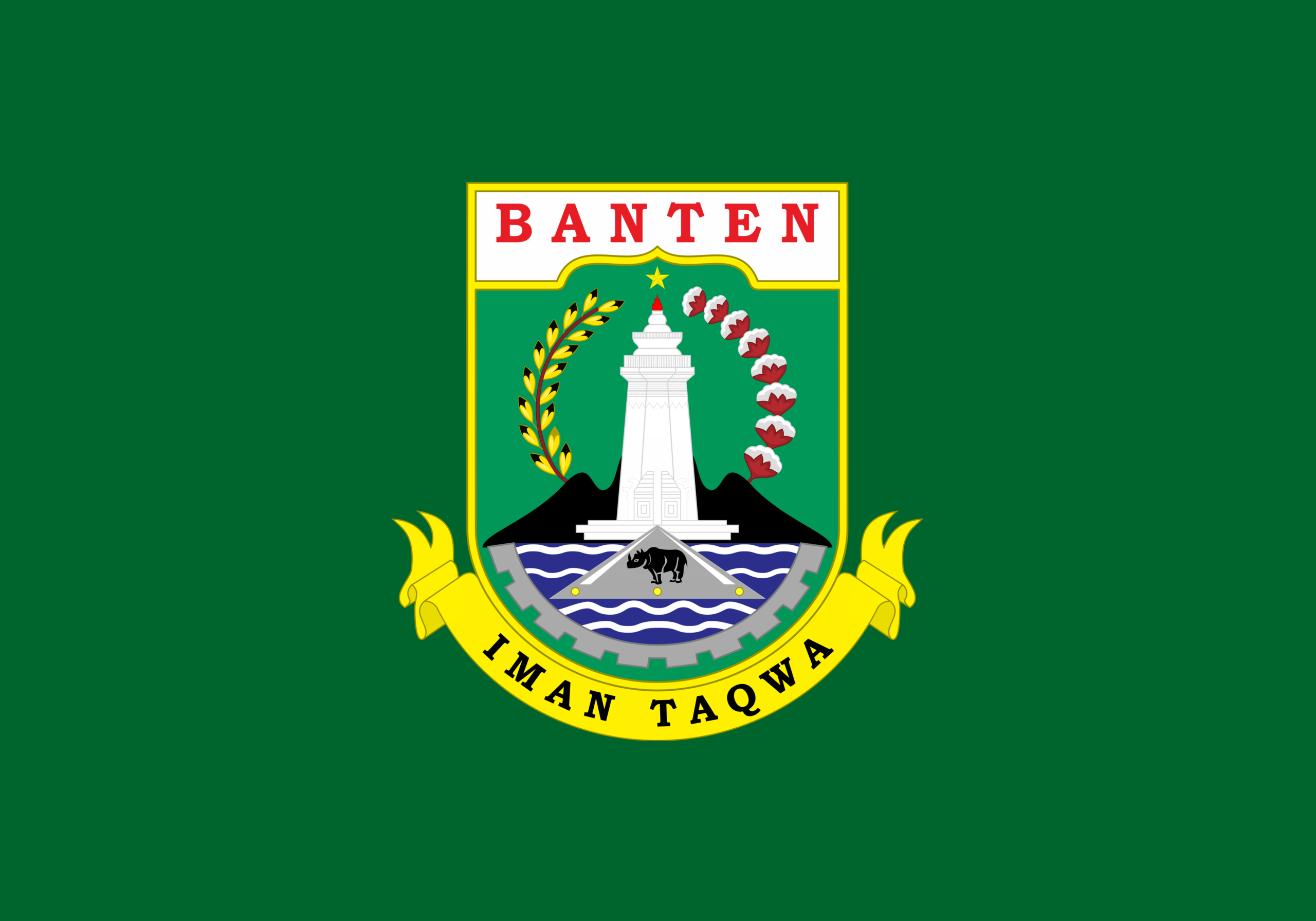
Banten
Jakarta (Details)
Midden-Java
Oost-Java
West-Java
Yogyakarta

## Kalimantan

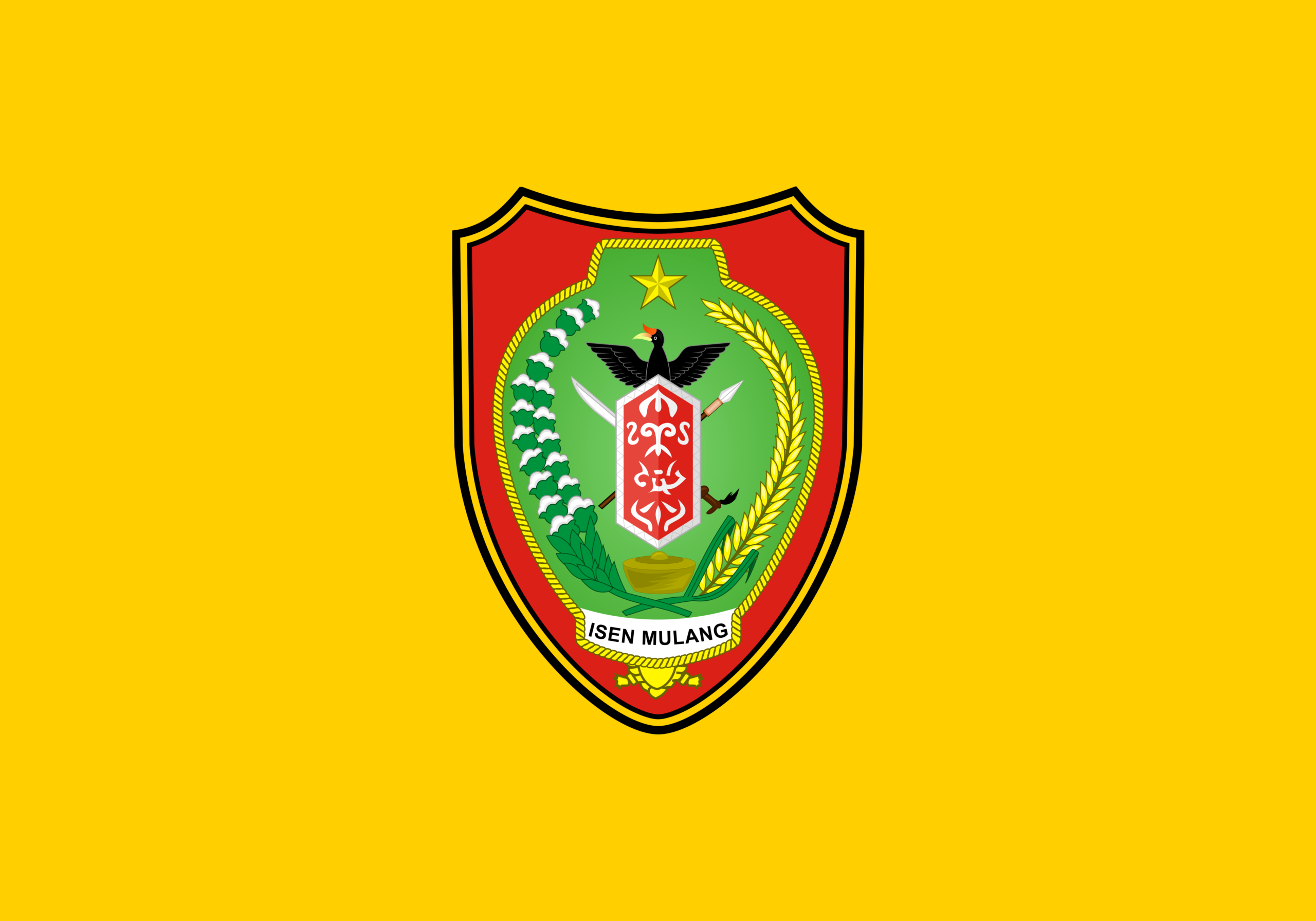
Midden-Kalimantan
Noord-Kalimantan
Oost-Kalimantan
West-Kalimantan
Zuid-Kalimantan

## Molukken

Molukken
Noord-Molukken

## Nieuw-Guinea

Papoea
West-Papoea
Centraal-Papoea
Papoea-Gebergte
Zuid-Papoea
Zuidwest-Papoea

## Sulawesi

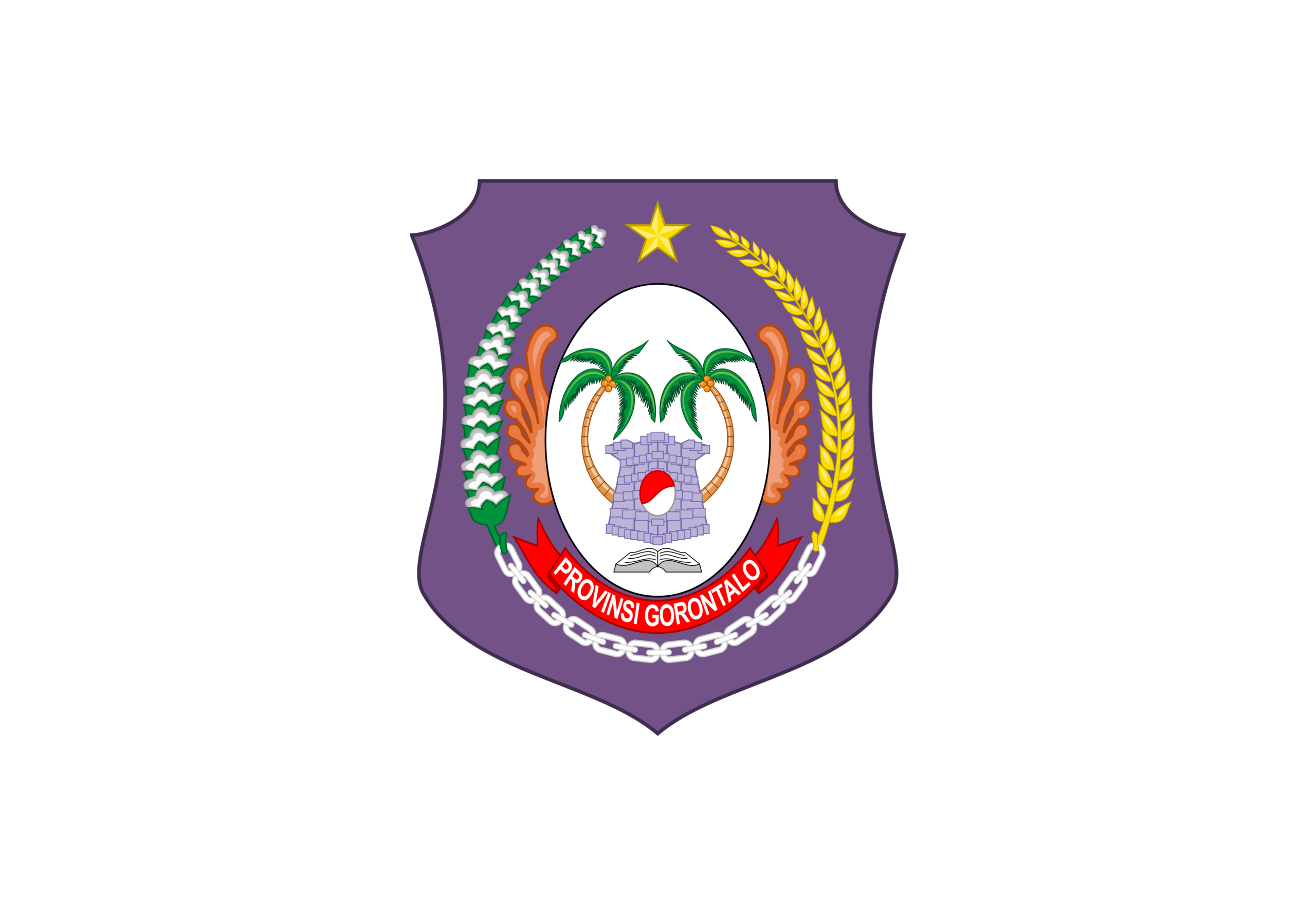
Gorontalo
Noord-Sulawesi
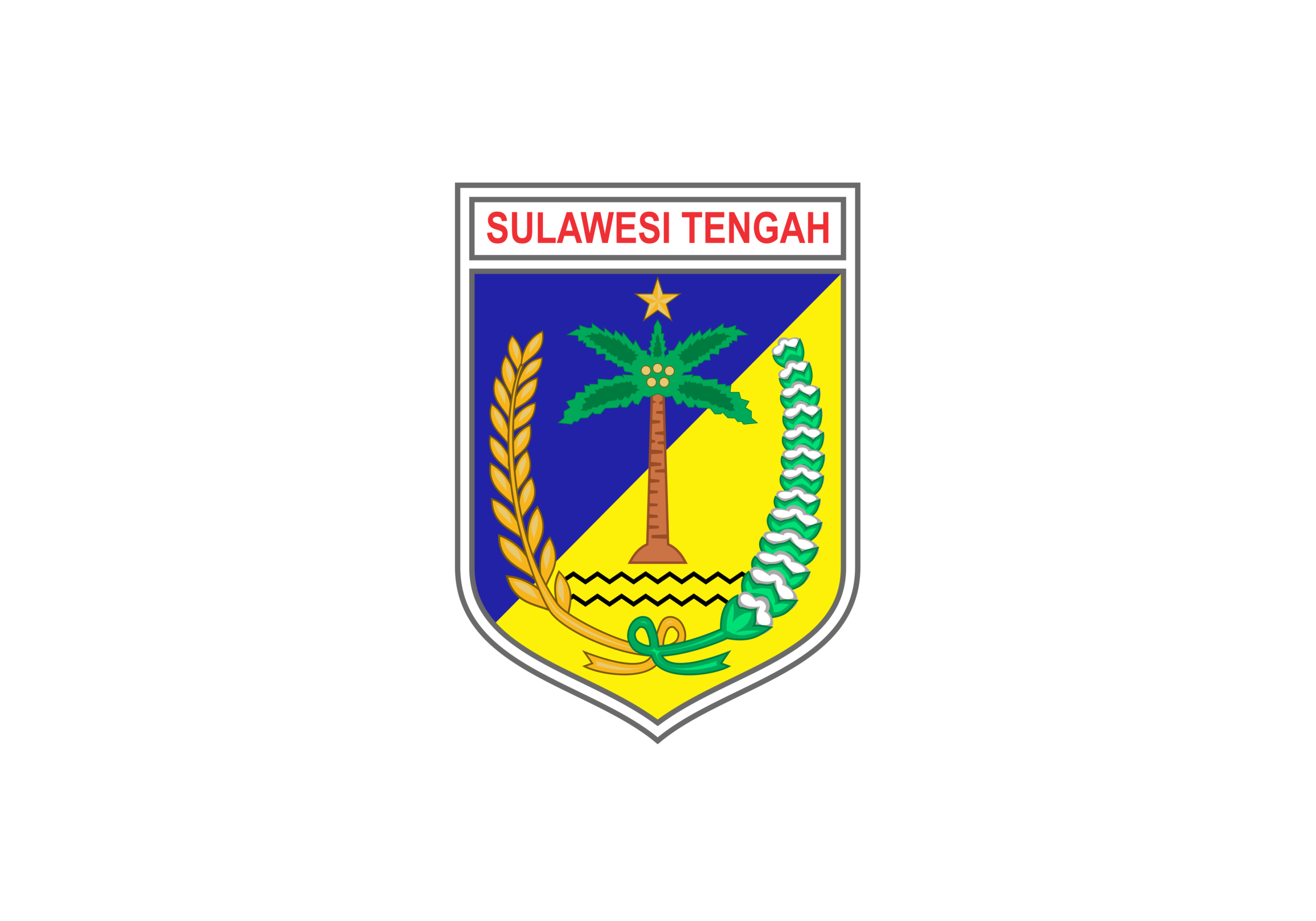
Midden-Sulawesi
West-Sulawesi
Zuidoost-Sulawesi
Zuid-Sulawesi

## Sumatra

Atjeh
Bangka-Belitung
Bengkulu
Jambi
Lampung
Noord-Sumatra
Riau
Riau-archipel
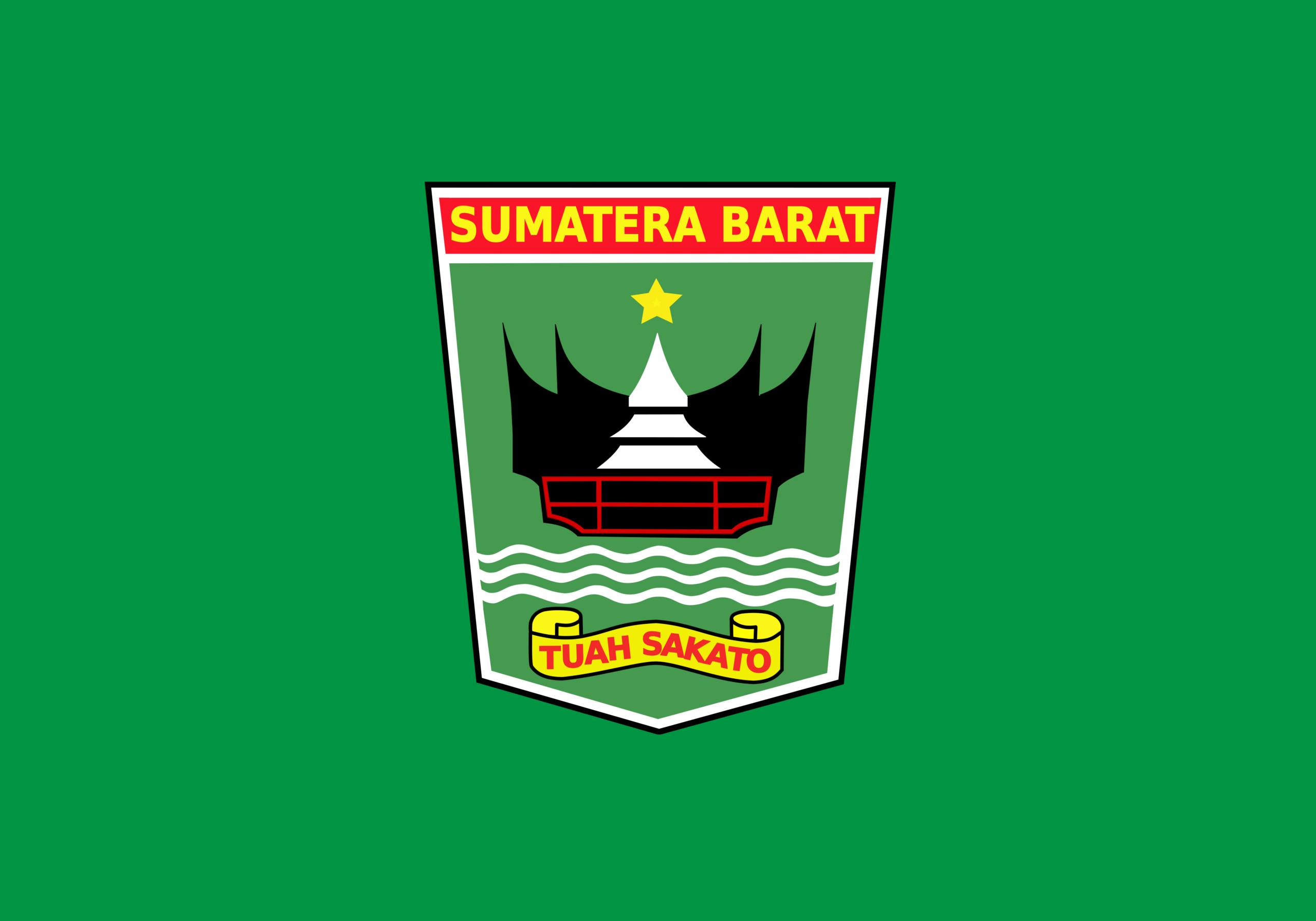
West-Sumatra
Zuid-Sumatra